# نادي فيلا ريو
نادي فيلا ريو الرياضي (بالبرتغالية: Villa Rio Esporte Clube‏) هو فريق كرة قدم برازيلي محترف من مدينة ريو دي جانيرو ، ولاية ريو دي جانيرو، تأسس في عام 2004.
ألوان الفريق: أخضر داكن، برتقالي وأبيض.